# Centro espacial John C. Stennis

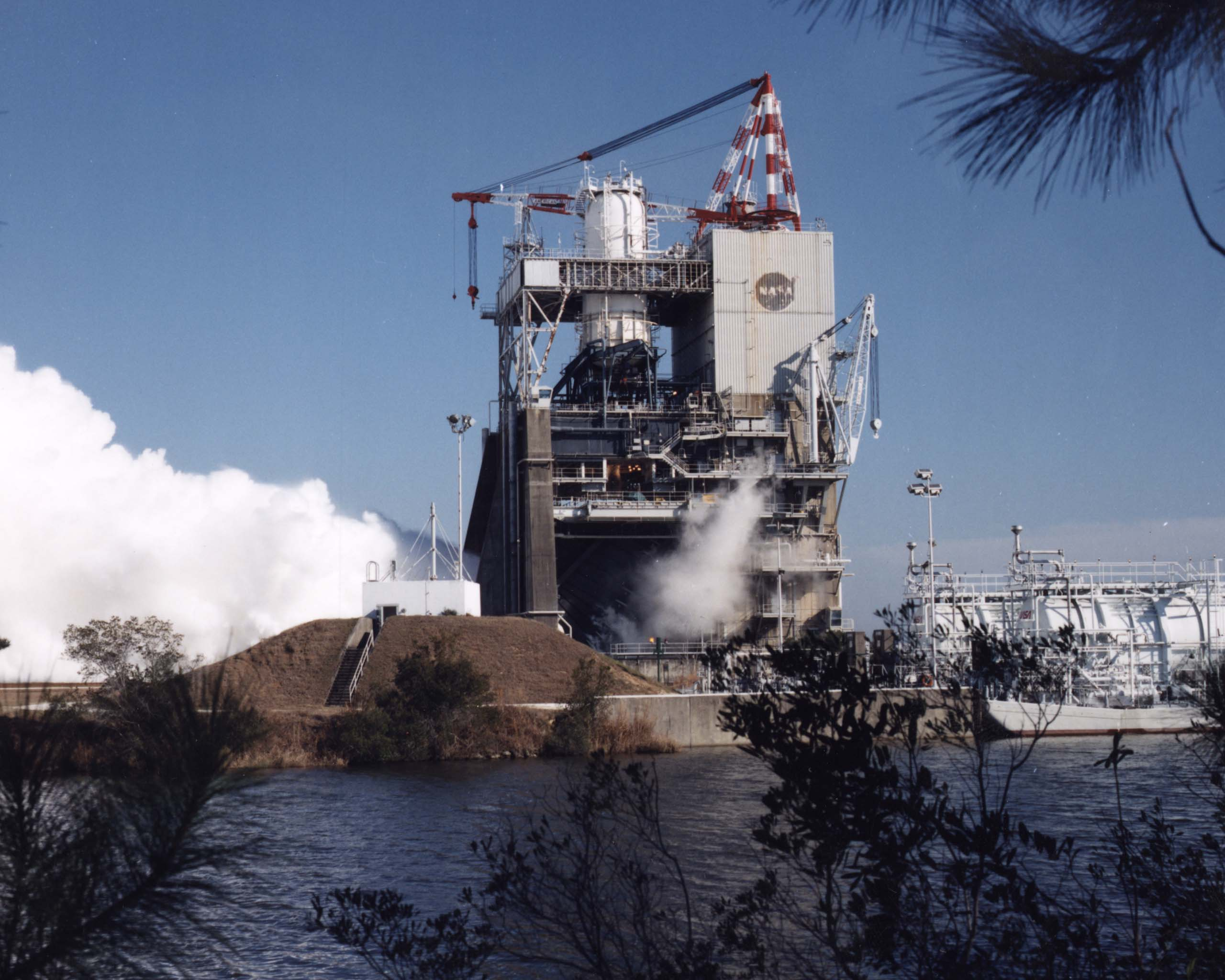
Torre de pruebas de motores de cohete en el Stennis Space Center.

El Centro Espacial John C. Stennis (o SSC por sus siglas en inglés), ubicado en el condado de Hancock (Misisipi), en la frontera entre Misisipi y Luisiana, es la mayor instalación de pruebas de motores de cohete de la NASA.

## Historia
Todo comenzó cuando el presidente John F. Kennedy anunció el 25 de mayo de 1961 la intención de enviar humanos a la Luna y devolverlos a casa sanos y salvos. Eso llevó a que la NASA buscase un sitio nacional de prueba de motores de cohetes. Finalmente, el 25 de octubre de 1961, la NASA decidió establecerlo en el condado de Hancock, Misisippi.
Llegaron a la conclusión de que el lugar era ideal para instalar una instalación de prueba de 13 500 acres y adicionalmente una barrera de sonido de cerca de 125 000 acres. La construcción de la instalación terminó en 1965 y la primera prueba para correspondientes motores de cohetes se hizo el 23 de abril de 1966 y las pruebas continuaron hasta bien entrada la década de 1970.
Gracias a esas pruebas hechas allí todos los propulsores de los vehículos espaciales del programa Apolo cumplieron su función sin un solo fallo, incluidos los de la misión Apolo 11, que llevó a los primeros hombres a la Luna. Más tarde se agregó otro capítulo en junio de 1975 cuando el motor principal del transbordador espacial fue probado allí por primera vez. Dichas pruebas posibilitaron la construcción del transbordador espacial.
Con el tiempo el centro espacial se ha convertido en una instalación multidisciplinaria compuesta por la NASA y otras 30 agencias residentes que participan en programas espaciales y ambientales y la defensa nacional, incluida la comunidad de investigación oceanográfica de clase mundial de la Marina de los EE. UU.. Cabe también destacar que hoy en día la NASA está probando allí motores de cohete con el propósito de viajar otra vez a la Luna e incluso más lejos, a Marte.